# Венді Тестабургер
Венді Тестабургер (англ. Wendy Testaburger) — персонажка мультсеріалу «South Park», однокласниця головних героїв, грає помітну роль в багатьох епізодах.
Озвучуванням Венді в різний час займалися: Мері Кей Бергман, Мона Маршалл, Еліза Шнайдер, і в останніх серіях — Ейпріл Стюарт. При першій появі в «Дусі Різдва (Ісус проти Санти)» вона була безіменною, але її характерний зовнішній вигляд вже сформувавля.
Венді дуже чуйна, часто надає підтримку будь-якому ліберальному починанню. Наприклад, в епізоді «Кон'юнктивіт», вигравши бочку цукерок, вона віддає все на користь голодуючих дітей Найробі. Попри те, що Венді має ліберальний і феміністський характер, в деяких епізодах вона поводиться непослідовно. Характер Венді списаний з Ліенн Адамо, колишньої фінансистки Трея Паркера, а ім'я отримала на честь однієї із знайомих Метта Стоуна.
В анімаційному фільмі Південний парк: Постковідний спецвипуск, Венді стала професоркою в Гарвардському університеті. Вона теж поженилася за людіну – Дарвін. В анімаційному фільмі Південний парк: Постковідний спецвипуск: Повернення COVID, Венді і Стен Марш, її любов до серіалу – офіційно пара в новій часовій шкалі майбутнього.

## Зовнішній вигляд
Венді носить рожевий берет, бузковий піджак з темно-синьою обробкою, темно-сині рукавички та жовті штани. Вона має довге чорне волосся з чубчиком, яке було в різних епізодах (зазвичай в костюмі).